# Fronsac (Alta Garonna)
Fronsac è un comune francese di 214 abitanti situato nel dipartimento dell'Alta Garonna nella regione dell'Occitania.

## Società

### Evoluzione demografica
Abitanti censiti